# سان یه
سان یه (به انگلیسی: Sun Ye) زادهٔ ۱۵ ژانویهٔ ۱۹۸۹ شناگر اهل چین است.